# Franz Zaunschirm
Franz Zaunschirm (* 29. April 1953 in Tamsweg) ist ein österreichischer Komponist, Dirigent und Musikpädagoge.

## Leben
Franz Zaunschirm war während seiner Internatszeit sechs Jahre lang Organist am Borromäum in Salzburg. Nach seiner Matura im Jahr 1972 war er zunächst Posaunist bei der Militärmusik und studierte danach bis zum Jahr 1977 an der Universität Mozarteum Salzburg Komposition bei Ernst Ludwig Leitner und Cesar Bresgen, Kirchenmusik und Schulmusik. Im Jahr 1977 legte er das Diplom Kirchenmusik „A“ mit Auszeichnung ebenda ab. Von 1980 bis 1982 studierte er an der Hochschule für Musik und Theater Hamburg Komposition und Musiktheorie (Abschluss mit Diplom) sowie von 1983 bis 1987 Musikwissenschaft an der Universität Hamburg, wo er auch 1987 zum Dr. phil. über „Brahms Kompositionstechnik“ promoviert wurde.
Prägende Lehrer waren Ernst Ludwig Leitner, Cesar Bresgen, Diether de la Motte und Christoph Hohlfeld.
Nachdem Zaunschirm in den Jahren von 1977 bis 1979 Chorleiter der Salzburger Domkapellknaben war und bis zum Jahr 1980 einen Lehrauftrag an der Kirchenmusikschule Salzburg hatte, wechselte er im Jahr 1982 als Dozent für Komposition und Musiktheorie an die Hochschule für Musik und Theater Hamburg. Parallel dazu hatte Lehraufträge an der Bundesakademie für musikalische Jugendbildung in Trossingen (1985 bis 1987) sowie am Institut für Hochbegabtenförderung Braunschweig (1988). Von 1989 bis 1991 lehrte er als Professor für Komposition und Musiktheorie an der Hochschule für Musik und Theater Hamburg.
Im Jahr 1991 kehrte er als Professor an die Universität Mozarteum Salzburg zurück und war in den Jahren von 1995 bis 2002 Vorsitzender der Studienkommission für Dirigieren, Komposition und Musiktheorie und hatte den Vorsitz bei Zulassungsprüfungen und Diplomprüfungen in Musiktheorie, Komposition, Chor- und Orchesterdirigieren ebenda inne. Ebenso war er von 1996 bis 1999 Vorsitzender beim Volksliedwerk Salzburg. Seit dem Jahr 2003 war Zaunschirm am Mozarteum Salzburg Mitglied der Strategie-Gruppe und in Habilitationsverfahren, seit dem Jahr 2004 Studiendirektor ebenda. Seit 2021 ist er Emeritus.
Mehr als 20 seiner ehemaligen Studierenden unterrichten an Hochschulen in Deutschland, Großbritannien, in Spanien und Finnland. Die beiden erfolgreichsten Absolventen Sang-jick Jun und Uzong Choe sind als Professoren für Musiktheorie an der Seoul National University in Südkorea tätig.

## Auszeichnungen
- 1977: Würdigungspreis des Bundesministeriums für Wissenschaft und Forschung[3]
- 1980: Stipendium der Konrad-Adenauer-Stiftung[3]
- 1982: Kompositionspreis Hamburger Musikwochen[3]
- 1983: Kompositionspreis des Österreichischen Katholikentags[3]
- 1984: Kompositionspreis Rencontres Internationales de Chant Choral de Tours[3]
- 1984: Staatsstipendium für Komponisten der Republik Österreich[3]

## Werke
- Sonate – Solo für Violine (1976)[4]
- Klaviersonate – Solo für Klavier (1977)[4]
- Partita – über „Nun komm, der Heiden Heiland“ für Orgel (1977)[4]
- Sequenzen – Duo für Posaune und Klavier (1978)[4]
- Abschied – für gemischten Chor und Tenorsolo nach Texten von Hans Carossa und Pjotr Andrejewitsch Wjasemski (1979)[4]
- Veni creator spiritus – für Blechbläser, Orgel, Pauken und Schlagzeug (1980)[4]
- Miniaturen – Duo für Klarinette und Klavier (1981)[4]
- Bläserquintett (1981)[4]
- Dialog – Quartett für zwei Violinen, Viola und Violoncello (1981)[4]
- Flötenmosaik – Solo für Flöte (1981)[4]
- Suche nach einem Bild – Solo für Orgel mit Solostimme Bariton nach Texten von Eva Zeller (1982)[4]
- Leben eines Mannes – für Männerchor nach Texten von Werner Bergengruen (1982)[4]
- Wirklichkeit – für gemischten Chor nach Texten von Sabine Rehberg (1983)[4]
- Holiday in Salzburg – für großes Blasorchester (1983)[4]
- Esi'm Hababa – für Bigband (1984)[4]
- Georgsfanfare – für großes Blasorchester (1984)[4]
- Singmesse – zum Gotteslob für Blasorchester, Orgel, Chor und Gemeindegesang (1984)[4]
- Signal '84 – für großes Blasorchester (1984)[4]
- Memory walk – für Orchester (1989/1990)[4]
- Gezeiten – für Blechbläserquintett (1990)[4]
- Die vergessene Minderheit – Filmmusik (1992)[4]
- Wiener Brut – für Blechbläserquintett (1993)[4]
- Surrexit – Kantate für Orchester und Soli (1993)[4]
- Eine zerbrochene Zeit – Filmmusik (1993/1994)[4]
- Soca – Blutige Erde – Filmmusik (1994)[4]
- Eine Gans im Theater – Musik für Kinder und/oder Schüler nach Texten von Sabine Zaunschirm (1998)[4]
- Maria Himmelskönigin – Geistliche Musik mit Hermann Regner und Josef Moisl (2000)[4]
- Maria im Advent – Geistliche Musik mit Hermann Regner und Josef Moisl (2000)[4]
- Coole Planeten – Kindermusical nach Sabine Zaunschirm (2002)[4]
- Das singende Moor – Musik für Kinder und/oder Schüler nach Texten von Sabine Zaunschirm (2007)[4]
- Das Zauberkraut vom Untersberg – Musik für Kinder und/oder Schüler (2010)[4]
- Stille Nacht – Historienspiel (2010)[4]

## Veröffentlichungen
- Franz Zaunschirm: Eine Fallstudie anhand der autographen Korrekturen und gedruckten Fassungen zum Trio Nr. 1 für Klavier, Violine und Violoncello op. 8. Verlag der Musikalienhandlung K.D. Wagner, Hamburg 1988, ISBN 978-3-88979-030-9, S. 260.

- Thomas Hochradner, Thomas Nussbaumer: Cesar Bresgen - Komponist und Musikpädagoge im Spannungsfeld des 20. Jahrhunderts. (Wort und Musik / Salzburger Akademische Beiträge). Mueller-Speiser, Salzburg 2005, ISBN 978-3-85145-095-8, S. 95–104.